# Gayniggers from Outer Space
Gayniggers from Outer Space este un film științifico-fantastic de scurt metraj din 1992, din Danemarca, regizat de Morten Lindberg, un comedian și cântăreț cunoscut, pelicula fiind debutul lui în industria filmului. Filmul este o satiră blaxploitation și science fiction.

## Rezumat
Extratereștri umani negri homosexuali de pe planeta Anus descoperă prezența creaturilor feminine pe Terra. Ei sunt o rasă cu o tehnologie avansată. Folosind arme ce trag raze ucigătoare, ei încep să ucidă femeile una câte una pe Terra, ceea ce aduce bucuria și gratitudinea populației masculine, ce ar fi fost sub tirania femeilor. Înainte să plece de pe Terra, ei lasă în urmă un ambasador, ce îi va educa pe bărbați despre noul lor mod de viață.

## Distribuție
- Coco P. Dalbert ca ArmInAss.
- Sammy Saloman ca Capt. B. Dick
- Gerald F. Hail ca D. Ildo
- Gbatokai Dakinah ca Sgt. Shaved Balls
- Konrad Fields ca Mr. Schwul
- Johnny Conny & Tony Thomas ca Ambasadorul Homosexual